# Mikayil Faye
Mikayil Faye (Sédhiou, Senegal, 14 de juliol de 2004) és un futbolista senegalès que juga com a defensa central esquerrà a l'Stade Rennais Football Club. És internacional amb el Senegal.

## Carrera esportiva
Format a l'Academia Diambars va fitxar a febrer de 2023 per NK Kustošija de la segona divisió de Croàcia tot i l'interés d'altres clubs com l'Olympique de Marsella per fitxar-lo. L'estiu de 2023 fitxa pel filial blaugrana procedent del NK Kustosija Zagreb. El 3 de setembre de 2023 va debutar oficialment al Barcelona Atlètic contra el Real Unión, formant un duo de centrals amb el seu company d'equip Pelayo Fernández.

### Rennes
El 25 d'agost de 2024, Faye es va traslladar al Stade Rennais FC, a la Ligue 1, signant-hi un contracte de quatre anys.

## Internacional
Va ser internacional amb la selecció de Senegal sub-17.
El 22 de març de 2024 va debutar amb la selecció de Senegal en el partit disputat contra la selecció de Gabón on va sortir com a titular i fins i tot va marcar un gol.